# 8. duben
8. duben je 98. den roku podle gregoriánského kalendáře (99. v přestupném roce). Do konce roku zbývá 267 dní. Svátek má Ema.

## Události

### Česko
- 1861 – Byl vydán protestantský patent, kterým se protestantům v Habsburské monarchii dostalo po stránce právní plné náboženské rovnoprávnosti.
- 1872 – V Náchodě byl založen pivovar.
- 1919 – Národní shromáždění schválilo zákon o zřízení Husovy československé evangelické fakulty bohoslovecké.
- 1968 – Oldřich Černík se stal premiérem ČSSR.
- 1989 – AZNP Mladá Boleslav vyrobily dvoumiliontý exemplář osobního automobilu Škoda 105/120.
- 1999 – Premiéra filmové komedie Pelíšky režiséra Jana Hřebejka, která se stala divácky nejúspěšnějším filmem roku.

### Svět
- 1232 – Mongolsko–Ťinské války: Mongolové zahájili obléhání Kaifeng, hlavního města Říše Ťin.
- 1271 – Mamlucký sultán Bajbars přiměl pomocí zfalšovaného dopisu ke kapitulaci posádku hradu Krak des Chevaliers.
- 1341 – Francesco Petrarca byl korunován na básníka vavřínovým věncem.
- 1378 – Papežem byl zvolen Urban VI. a začal definitivní církevní rozkol schizma.
- 1546 – Tridentský koncil definitivně ustanovil biblický kánon.
- 1730 – V USA je vysvěcena první židovská synagoga – Shearith Israel v New Yorku
- 1740 – Válka o Jenkinsovo ucho: Tři britské lodě zajaly španělskou loď třetí třídy Princesa, kterou zařadili do svého loďstva jako HMS Princess.
- 1766 – V USA byl patentován první požární únik – pletený koš, kladka a řetěz.
- 1789 – V New Yorku se konala první schůze House of Representives
- 1895 – V soudním sporu Pollock vs Farmers' Loan & Trust Co. rozhodl Nejvyšší soud Spojených států amerických, že daň z příjmu je v podstatě protiústavní.
- 1911 – Nizozemský fyzik Heike Kamerlingh Onnes objevil supravodivost.
- 1944 – Druhá světová válka: byla zahájena Krymská operace.
- 1950 – Sovětské bojové letadlo sestřelilo nad Baltským mořem neozbrojený hlídkový letoun PB4Y-2 Privateer amerického letectva, jenž údajně porušil sovětský vzdušný prostor. 10 členů posádky zahynulo.
- 1971 – Na prvním kongresu Mezinárodní romské unie byl ustanoven Mezinárodní romský den
- 2022 – Ruský útok na nádraží v Kramatorsku balistickou střelou Točka-U zabil 60 osob a přes 100 zranil

## Narození
Automatický abecedně řazený seznam viz Kategorie:Narození 8. dubna

### Česko

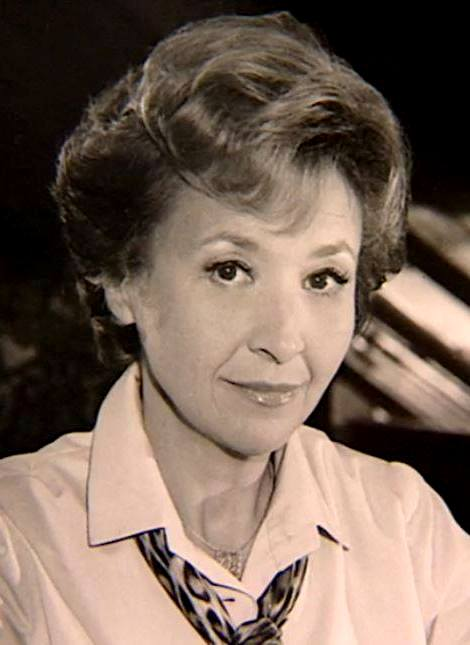
Karolina Slunéčková (* 1934)

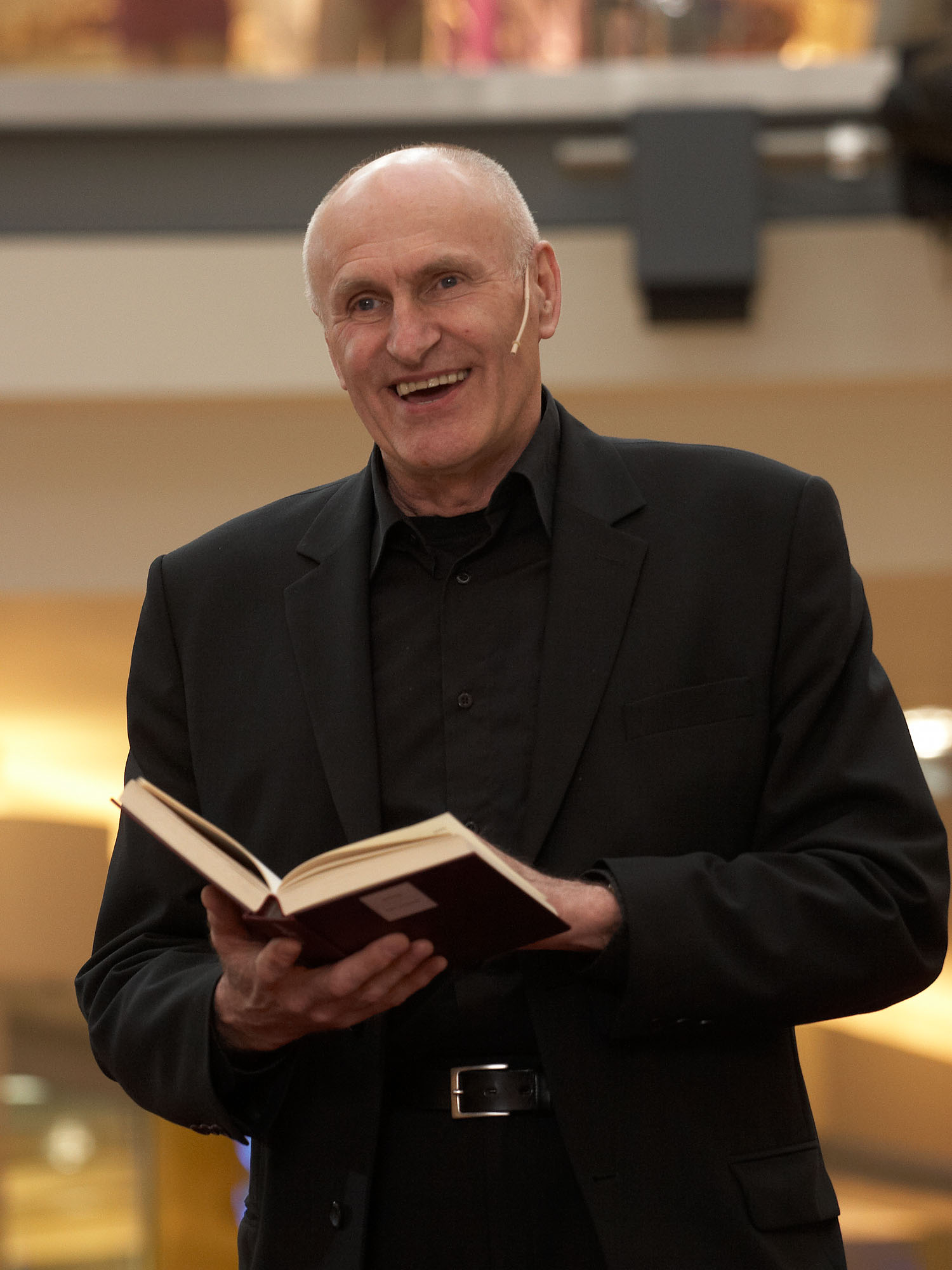
Martin Hilský (* 1943)

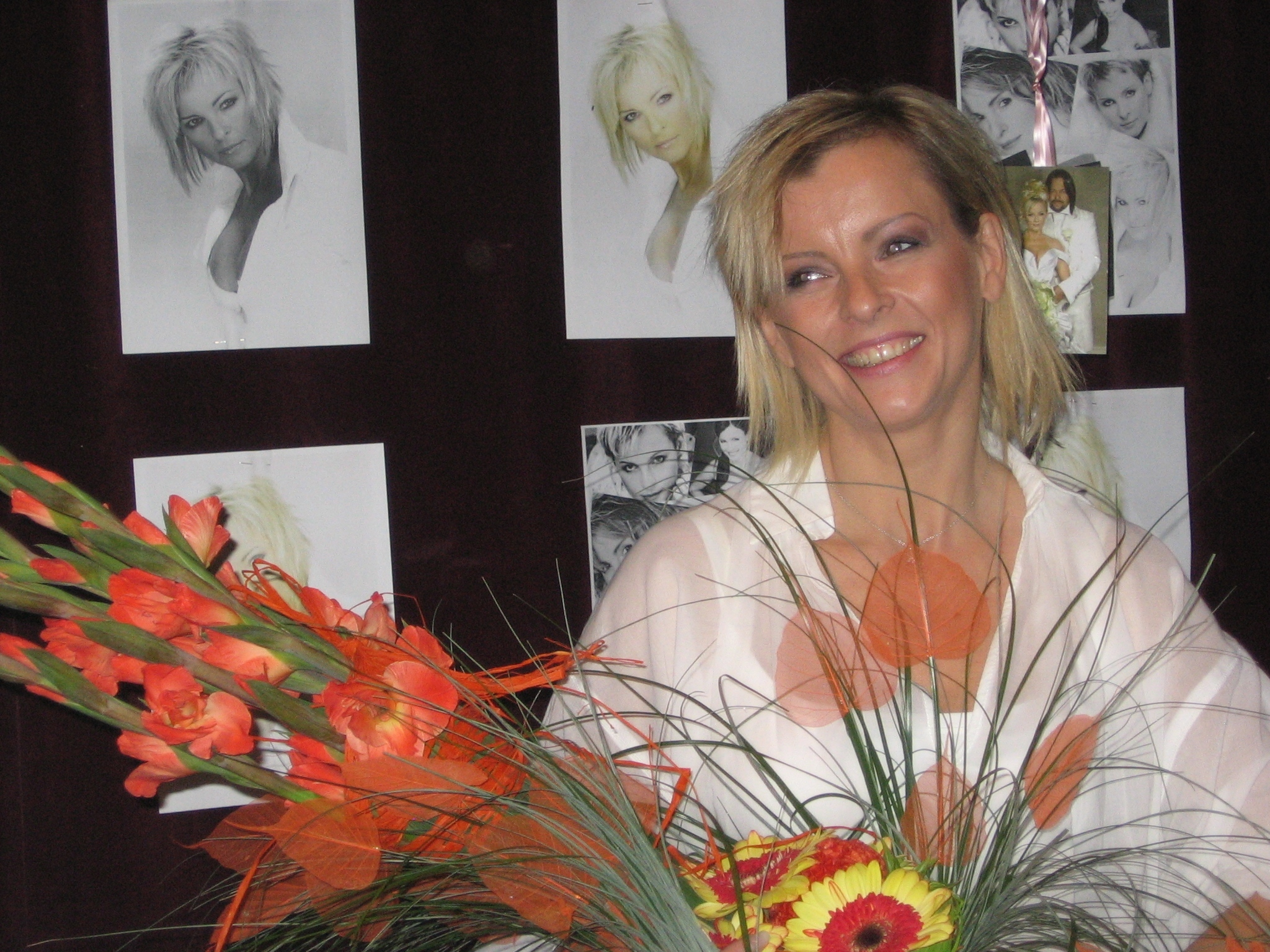
Iveta Bartošová (* 1966)

- 1624 – Karel II. z Lichtenštejna, olomoucký biskup († 23. září 1695)
- 1708 – Jiří Čart, houslista a skladatel († 1778)
- 1727 – Jan Tadeáš Antonín Peithner z Lichtenfelsu, báňský geolog a přírodovědec († 22. června 1792)
- 1855 – Adolf Stránský, novinář a politik († 18. prosince 1931)
- 1859 – Edmund Husserl, rakouský filosof moravského původu a zakladatel fenomenologie († 27. dubna 1938)
- 1866 – Emanuel Tilsch, právník († 7. srpna 1912)
- 1870
  - Josef Netolický, politik († 4. srpna 1942)
  - Gustav Oberleithner, československý politik německé národnosti († 19. května 1945)
- 1872
  - Bedřich Bendelmayer, architekt († 20. dubna 1932)
  - Vojtěch Hampl, politik († 19. října 1944)
- 1877 – Albert Milota, právní teoretik a politik († 22. prosince 1940)
- 1891 – František Albert Libra, architekt a urbanista († 30. června 1958)
- 1900 – Libuše Paserová, operní pěvkyně († 11. března 1984)
- 1901 – Vilém Vrabec, kuchař († 27. ledna 1983)
- 1911 – František Peřina, generál, legendární pilot († 6. května 2006)
- 1920 – Josef Daněk, vynálezce († 21. května 2001)
- 1921 – Jan Novák, klavírista a hudební skladatel († 17. listopadu 1984)
- 1922
  - Oldřich Bosák, produkční návrhář († 3. července 1996)
  - Josef Macek, historik († 10. prosince 1991)
- 1924 – Dušan Vrchoslav, hudební skladatel († 29. září 2012)
- 1926 – Ladislav Pavlovič, fotbalový reprezentant († 28. ledna 2013)
- 1928 – Kamila Moučková, hlasatelka a moderátorka († 24. listopadu 2020)
- 1932 – Václav Kabát, malíř
- 1933 – Jaroslav Smolka, hudební režisér, muzikolog a skladatel († 19. srpna 2011)
- 1934 – Karolina Slunéčková, herečka († 11. června 1983)
- 1938 – Jarmila Panevová, jazykovědkyně
- 1940 – Miloš Pojar, spisovatel, historik a diplomat († 23. ledna 2012)
- 1941 – Vladimír Valeš, malíř, scénograf († 30. července 2005)
- 1943 – Martin Hilský, profesor anglické literatury, překladatel z angličtiny a shakespearolog
- 1944
  - Karel Keller, arabista a hispanista
  - Jiří Datel Novotný, herec, publicista, scenárista a režisér († 27. srpna 2017)
- 1945 – Jiří Waldhauser, archeolog
- 1950 – Leo Marian Vodička, tenorista
- 1954 – Filip Zdeněk Lobkowicz, opat tepelského kláštera
- 1955 – Petr Bratský, politik, senátor, starosta
- 1956 – Roman Dragoun, hudebník
- 1962
  - Leonard Medek, spisovatel
  - Radomír Šimůnek, cyklokrosař († 10. srpna 2010)
- 1963 – František Sahula, hudebník († 1. května 2008)
- 1966 – Iveta Bartošová, zpěvačka († 29. dubna 2014)
- 1968 – Michaela Kuklová, herečka
- 1972 – Sabina Laurinová, herečka a dabérka
- 1984 – Alžběta Bublanová, spisovatelka a recenzentka

### Svět

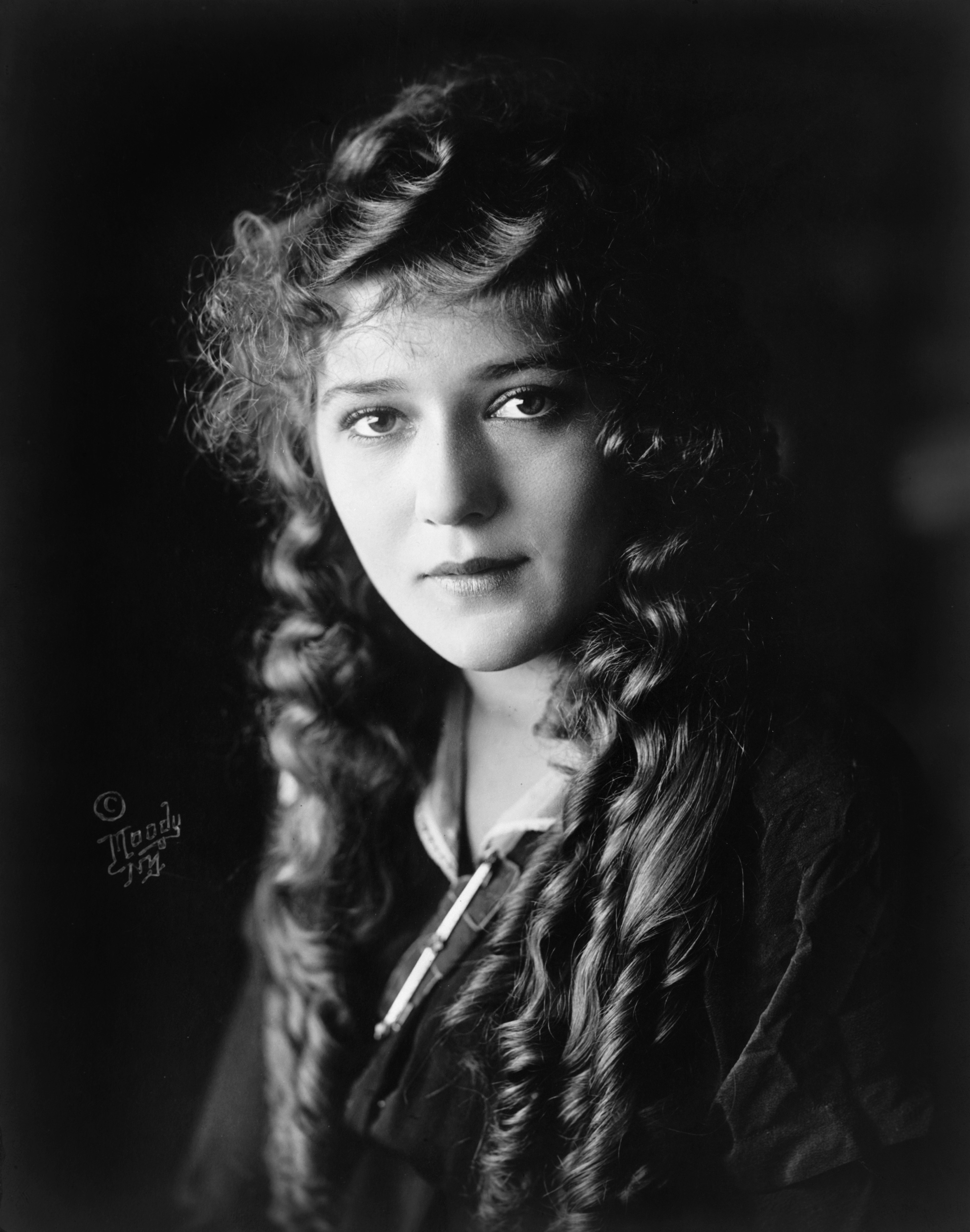
Mary Pickford (* 1892)

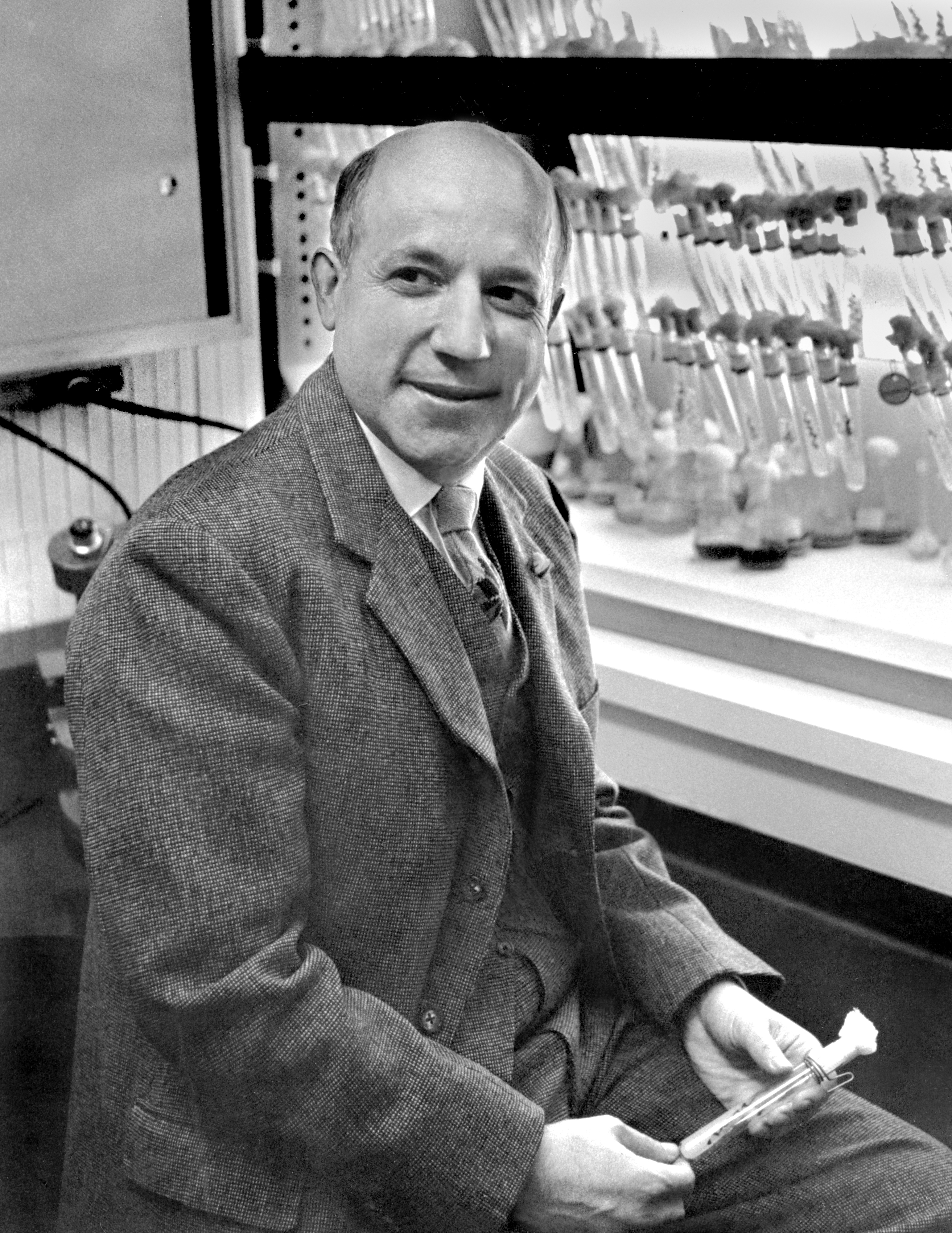
Melvin Calvin (* 1911)

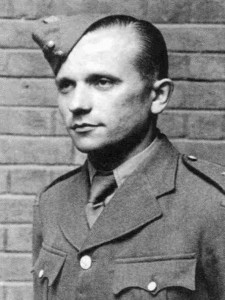
Jozef Gabčík (* 1912)

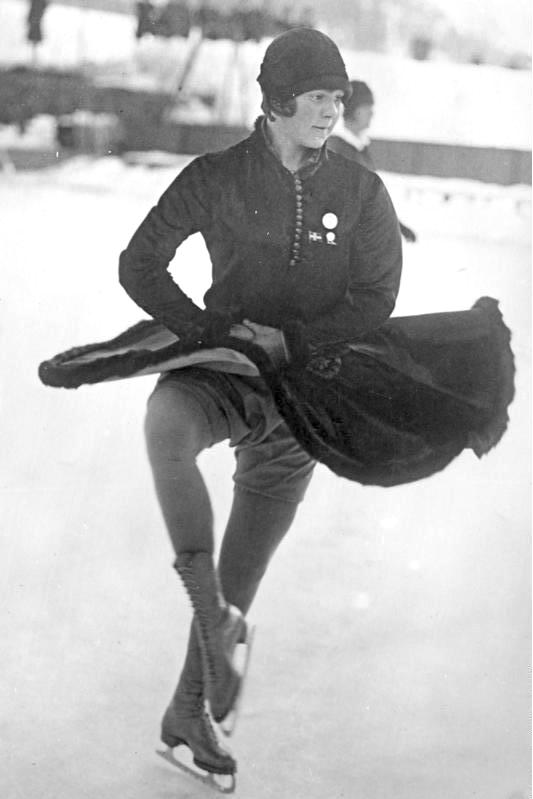
Sonja Henie (* 1912)

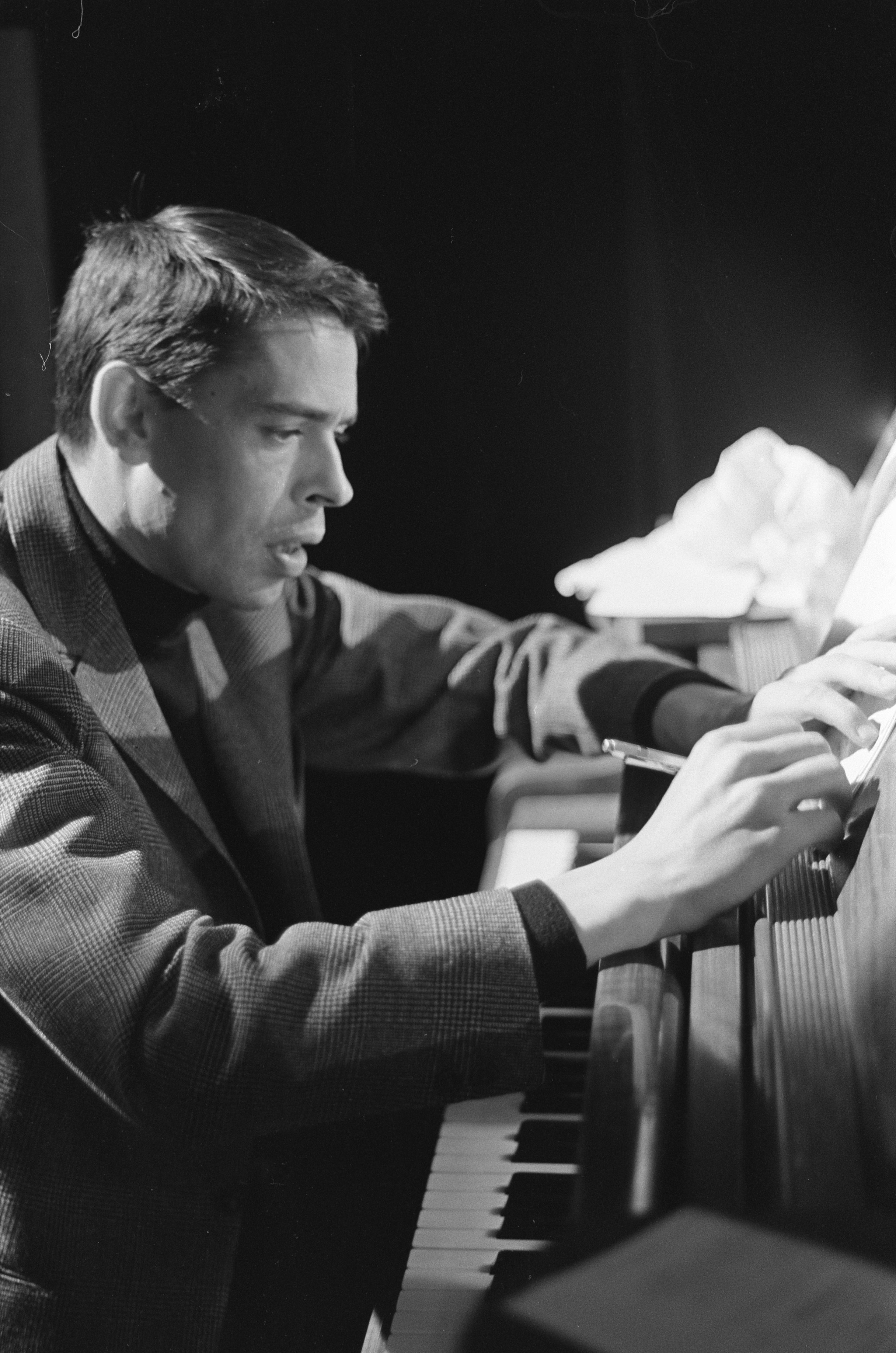
Jacques Brel (* 1929)

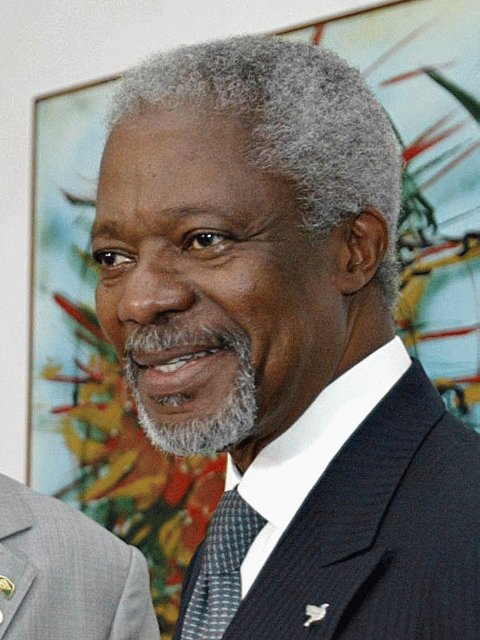
Kofi Annan (* 1938)

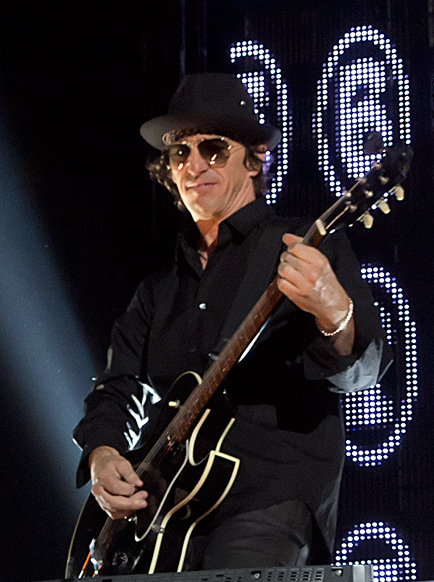
Izzy Stradlin (* 1962)

- 0146 – Septimius Severus, římský císař († 4. února 211)
- 1250 – Jan Tristan z Nevers, hrabě z Nevers a z Valois z dynastie Kapetovců († 3. srpna 1270)
- 1320 – Petr I. Portugalský, portugalský král († 18. ledna 1367)
- 1336 – Tamerlán, turkický vojevůdce a dobyvatel († 18. února 1405)
- 1533 – Claudio Merulo, italský renesanční hudební skladatel a varhaník († 4. května 1604)
- 1540 – Hidenaga Tojotomi, japonský vojevůdce († 15. února 1591)
- 1583 – Mikuláš Esterházy, uherský šlechtic († 11. září 1645)
- 1605 – Filip IV. Španělský, španělský král († 17. září 1665)
- 1655 – Ludvík Vilém I. Bádenský, markrabě bádenský a velitel říšských císařských vojsk († 4. ledna 1707)
- 1692 – Giuseppe Tartini, italský houslista a skladatel († 26. února 1770)
- 1695 – Johann Christian Günther, německý básník († 15. března 1723)
- 1714 – Zeynep Sultan, osmanská princezna a dcera sultána Ahmeda III. († 25. března 1774)
- 1761 – Guillaume-Joseph Chaminade, francouzský kněz, blahoslavený († 22. ledna 1850)
- 1775 – Adam Albert Neipperg, rakouský šlechtic, generál a státník († 22. února 1829)
- 1798 – Dionysios Solomos, řecký básník († 9. února 1857)
- 1801 – Karolína Ferdinanda Habsbursko-Lotrinská, rakouská arcivévodkyně a saská korunní princezna († 22. května 1832)
- 1808 – Eugène Bourdon, francouzský fyzik († 29. září 1884)
- 1815 – Andrew Graham, irský astronom († 5. listopadu 1908)
- 1818 – Kristián IX., dánský král († 29. ledna 1906)
- 1836 – Georg Dragendorff, německý chemik a profesor farmacie († 7. dubna 1898)
- 1840 – Franco Faccio, italský skladatel a dirigent († 21. červenec 1891)
- 1847 – Karl Wittgenstein, vládce rakouského ocelářského průmyslu († 20. ledna 1913)
- 1859 – Teodor Teodorov, bulharský předseda vlády († 5. srpna 1924)
- 1860 – Ivan Roškar, jugoslávský ministr zemědělství († 23. května 1933)
- 1861 – Son Pjong-hui, korejský představitel hnutí za nezávislost († 19. května 1922)
- 1864 – Sergej Zubatov, agent ruské carské policie († 15. března 1917)
- 1866 – Luisa Žofie Šlesvicko-Holštýnsko-Sonderbursko-Augustenburská, pruská princezna († 28. dubna 1952)
- 1870 – John Paine, olympijský vítěz ve sportovní střelbě († 2. srpna 1951)
- 1871
  - Joseph August Lux, rakouský spisovatel a teoretik moderní architektury († 23. července 1947)
  - Clarence Hudson White, americký fotograf († 7. července 1925)
- 1875 – Albert I. Belgický, třetí belgický král († 17. února 1934)
- 1885 – Alfred Cheney Johnston, americký fotograf († 17. dubna 1971)
- 1892
  - Richard Neutra, rakousko-americký architekt († 16. dubna 1970)
  - Mary Pickfordová, kanadská filmová herečka, scenáristka a spisovatelka († 29. května 1979)
- 1894 – Raymond Schwartz, francouzský ředitel banky, básník, esperantista, humorista a kabaretiér († 14. května 1973)
- 1897 – Jan Żabiński, polský zoolog († 26. července 1974)
- 1898
  - Terezie Neumannová, katolická mystička († 18. září 1962)
  - Achille Van Acker, premiér Belgie († 10. června 1975)
- 1899 – Harry Steel, americký zápasník, zlato na OH 1924 († 8. října 1971)
- 1904
  - Yves Congar, francouzský teolog a kardinál († 22. června 1995)
  - John Hicks, britský ekonom († 20. května 1989)
- 1905 – Bernt Evensen, norský rychlobruslař, olympijský vítěz († 24. srpna 1979)
- 1909
  - John Fante, americký prozaik a scenárista († 8. května 1983)
  - Štefan Králik, slovenský dramatik († 30. ledna 1983)
- 1911
  - Melvin Calvin, americký chemik, nositel Nobelovy ceny za chemii († 8. ledna 1997)
  - Emil Cioran, rumunsko-francouzský filozof († 20. června 1995)
- 1912
  - Jozef Gabčík, slovenský voják, který se podílel na atentátu na říšského protektora v roce 1942 († 18. června 1942)
  - Sonja Henie, norská krasobruslařka a herečka († 12. října 1969)
- 1913 – Rudi Supek, chorvatský sociolog († 2. ledna 1993)
- 1918 – Betty Fordová, první dáma USA jako manželka Geralda Forda († 8. července 2011)
- 1919
  - Roger Pigaut, francouzský herec a režisér († 24. prosince 1989)
  - Kiiči Mijazawa, japonský premiér († 28. června 2007)
  - Ian Smith, rhodeský politik a premiér († 2007)
- 1920 – Carmen McRae, americká zpěvačka († 10. listopadu 1994)
- 1922 – Gerald Green, americký spisovatel († 29. srpna 2006)
- 1923 – Edward Mulhare, americký herec († 24. května 1997)
- 1924 – Günter Pfitzmann, německý filmový herec († 30. května 2003)
- 1926
  - Ladislav Pavlovič, slovenský fotbalista († 2013)
  - František Vnuk, slovenský fyzikální metalurg a historik
- 1929 – Jacques Brel, belgický písničkář († 8. října 1978)
- 1930 – Karel Hugo Bourbonsko-Parmský, vévoda parmský, král španělský, král Etrurie († 18. srpna 2010)
- 1932 – József Antall, premiér Maďarska († 12. prosince 1993)
- 1934 – Kišó Kurokawa, japonský architekt, spoluzakladatel hnutí metabolistů († 2007)
- 1938 – Kofi Atta Annan, generální tajemník OSN († 18. srpna 2018)
- 1939 – Edwin Frederick O'Brien, americký kardinál
- 1942
  - Roger Chapman, anglický rockový zpěvák
  - Džuničiró Koizumi, japonský politik
- 1944
  - Ján Bahna, slovenský architekt a pedagog († 21. dubna 2024)
  - Keef Hartley, britský bubeník († 26. listopadu 2011)
  - Deke Richards, americký hudební producent a skladatel († 24. března 2013)
  - Hywel Bennett, velšský herec
- 1947
  - Steve Howe, anglický kytarista
  - Robert Kiyosaki, americký podnikatel a spisovatel
- 1950 – Grzegorz Lato, polský fotbalista
- 1951
  - Geir Haarde, islandský politik a bývalý premiér
  - Mel Schacher, baskytarista americké rockové skupiny Grand Funk Railroad
- 1955 – Alexandr Čivadze, gruzínský fotbalista
- 1962 – Izzy Stradlin, americký kytarista
- 1963 – Julian Lennon, britský hudebník, prvorozený syn Johna Lennona
- 1965 – Michael Jones, novozélandský ragbista
- 1967 – Kate Barry, anglická fotografka († 11. prosince 2013)
- 1971 – Gerhard Plankensteiner, italský sáňkař
- 1972 – Paul Gray, americký hudebník, člen skupiny Slipknot († 24. května 2010)
- 1979
  - Mohamed Kader, tožský fotbalista
  - Alexi Laiho, finský kytarista († 29. prosince 2020)
- 1980
  - Roman Kukumberg, slovenský lední hokejista
  - Katee Sackhoff, americká herečka
- 1983 – Roland Števko, slovenský fotbalista
- 1984 – Júlia Liptáková, slovenská modelka
- 1986 – Igor Akinfejev, ruský fotbalový brankář
- 1988 – Jenni Asserholtová, švédská hokejistka
- 1990 – Kim Čong-hjon, jihokorejský zpěvák, skladatel a DJ
- 1999 – Catherine Bellisová, americká tenistka

## Úmrtí
Automatický abecedně řazený seznam existujících biografií viz Kategorie:Úmrtí 8. dubna

### Česko

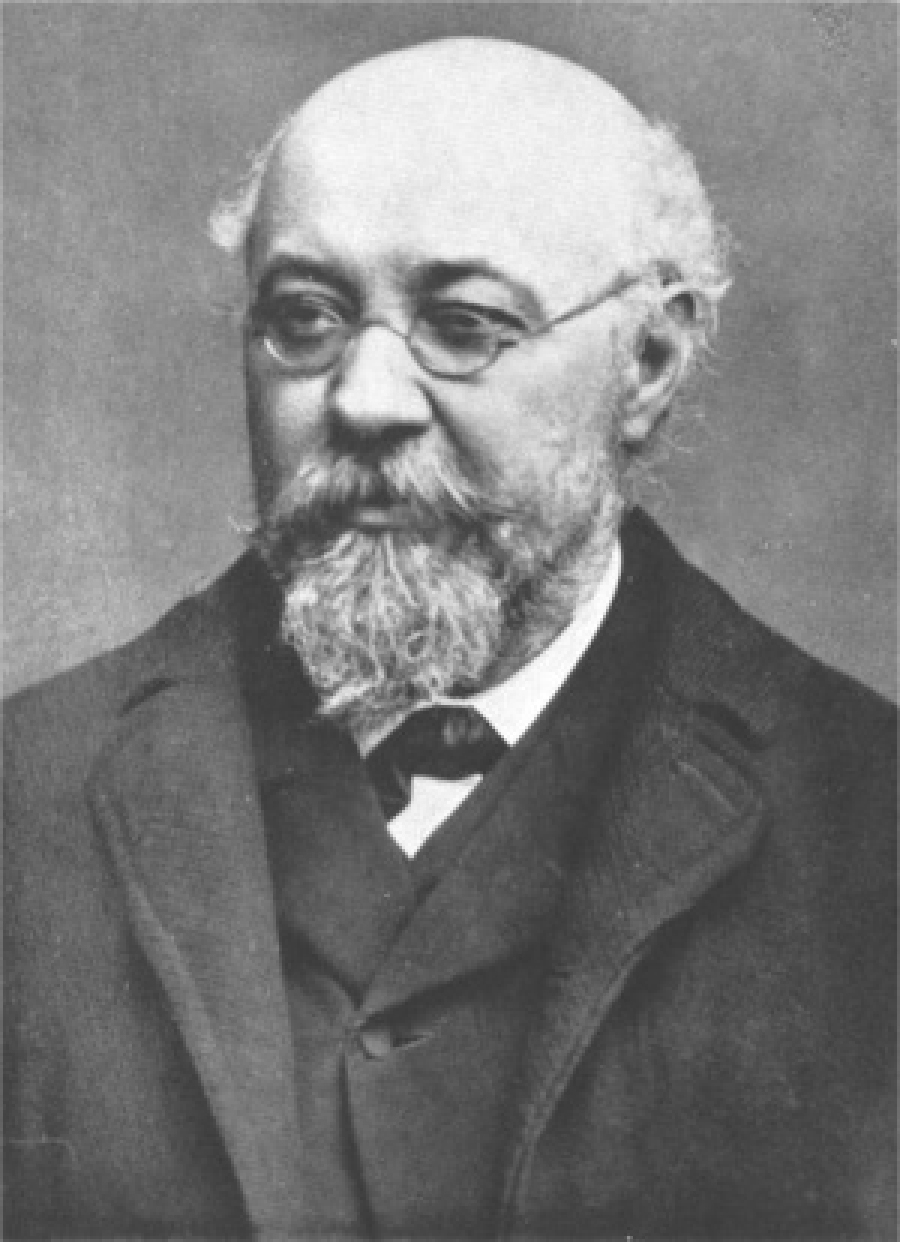
Jakub Arbes († 1914)

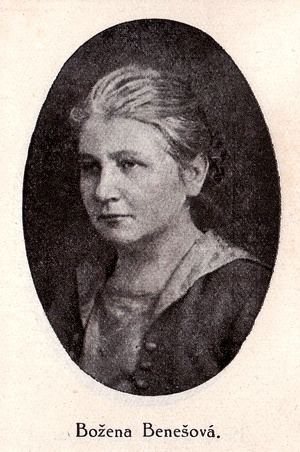
Božena Benešová († 1936)

- 1150 – Gertruda Babenberská, česká kněžna (* asi 1118)
- 1322 – Markéta Přemyslovna, česká princezna, vratislavská kněžna (* 21. února 1296)
- 1755 – František Benedikt Klíčník, moravský stavitel (pokřtěn 13. května 1678)
- 1815 – Jakub Jan Ryba, hudební skladatel (* 26. října 1765)
- 1830 – Josef Šternberk, šlechtic, mecenáš a osvícenec (* 4. září 1763)
- 1907 – Hana Kvapilová, herečka (* 29. listopadu 1860)
- 1914 – Jakub Arbes, spisovatel a novinář (* 12. června 1840)
- 1928 – Josef Douba, malíř a ilustrátor (* 15. května 1866)
- 1935 – Václav Posejpal, fyzik (* 20. prosince 1874)
- 1936 – Božena Benešová, spisovatelka (* 30. listopadu 1873)
- 1947 – Vladimír Krychtálek, proněmecký novinář (* 27. ledna 1903)
- 1948 – Rudolf Mlčoch, podnikatel, novinář a politik (* 17. dubna 1880)
- 1972 – Josef Nepomucký, politik, ministr československých vlád (* 12. října 1897)
- 1975 – Josef Mokrý, básník (* 23. září 1932)
- 1989 – Zdeněk Šmíd, překladatel ze španělštiny (* 5. června 1908)
- 1992 – Otakar Dadák, herec (* 16. prosince 1918)
- 2000
  - Eva Sadková, filmová režisérka a scenáristka (* 16. července 1931)
  - František Šťastný, motocyklový závodník (* 12. listopadu 1927)
- 2001 – Jiří Zahradníček, operní zpěvák, tenorista (* 22. listopadu 1923)
- 2002 – Josef Svoboda, scénograf (* 10. května 1920)
- 2004 – Věra Petáková, divadelní a filmová herečka (* 8. února 1923)
- 2005 – Vladislav Martinek, lesnický entomolog (* 17. ledna 1926)
- 2006 – František Stavinoha, spisovatel a scenárista, kladenský horník (* 10. července 1928)
- 2010 – Jiří Šolc, vojenský historik (* 13. listopadu 1932)
- 2012 – Oskar Přindiš, malíř, kreslíř a sochař (* 19. září 1947)
- 2013 – Vladimír Zeman, politik (* 9. ledna 1942)
- 2014
  - Alena Hynková, scenáristka, dramaturgyně a režisérka (* 25. května 1947)
  - Petr Traxler, skifflový a folkový kytarista, mandolinista, skladatel a zpěvák (* 29. září 1948)
- 2018 – Juraj Herz, režisér a scenárista (* 4. září 1934)

### Svět

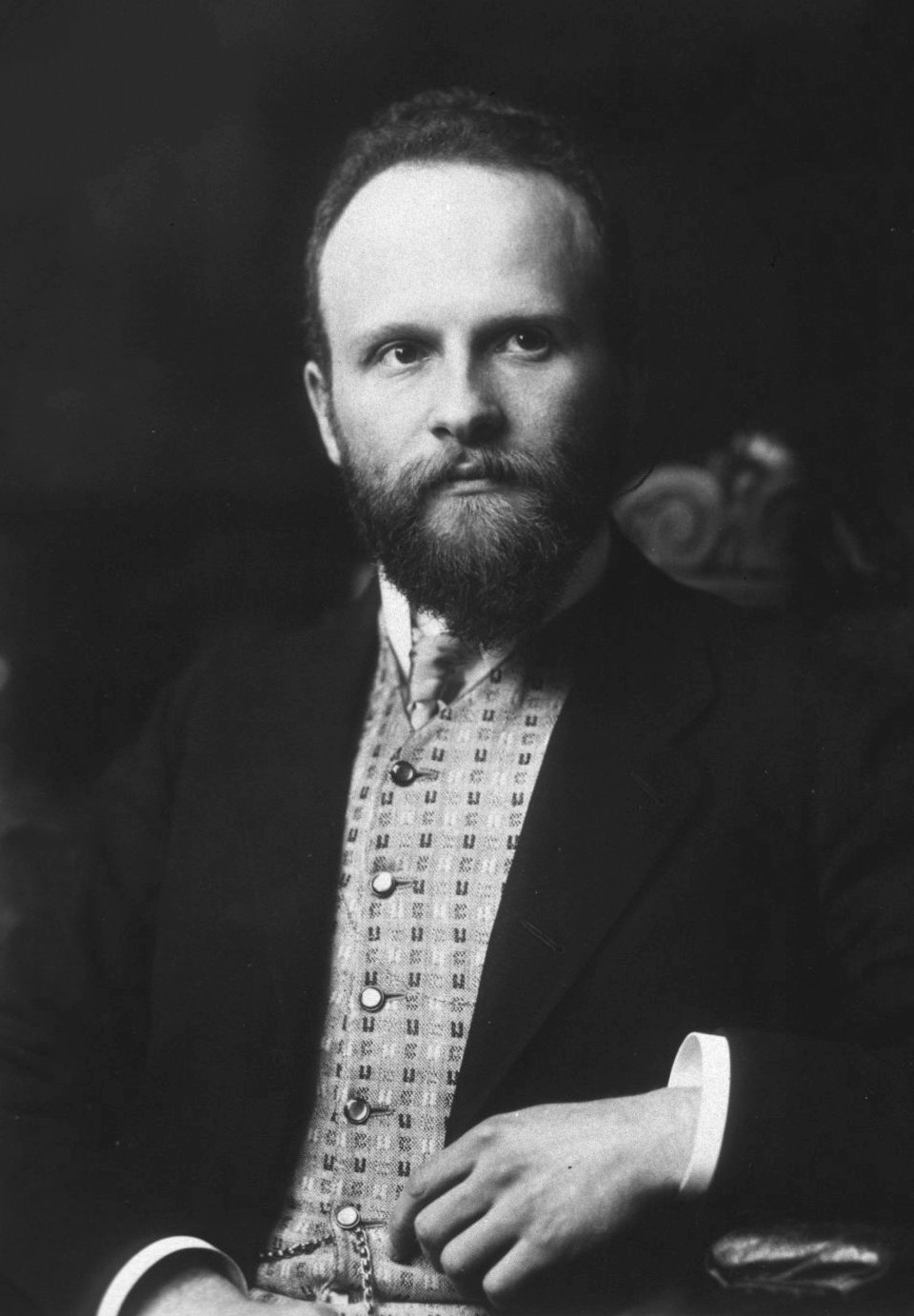
Robert Bárány († 1936)

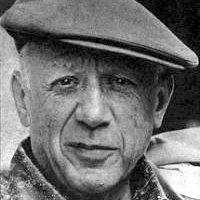
Pablo Picasso († 1973)

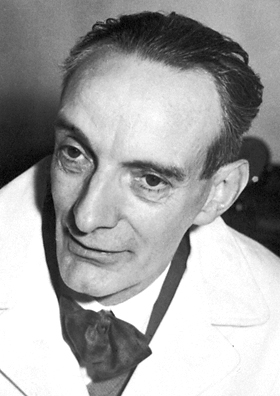
Daniel Bovet († 1992)

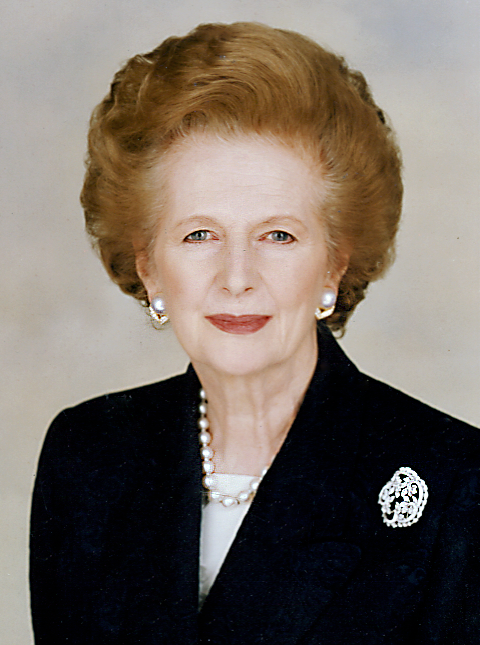
Margaret Thatcherová († 2013)

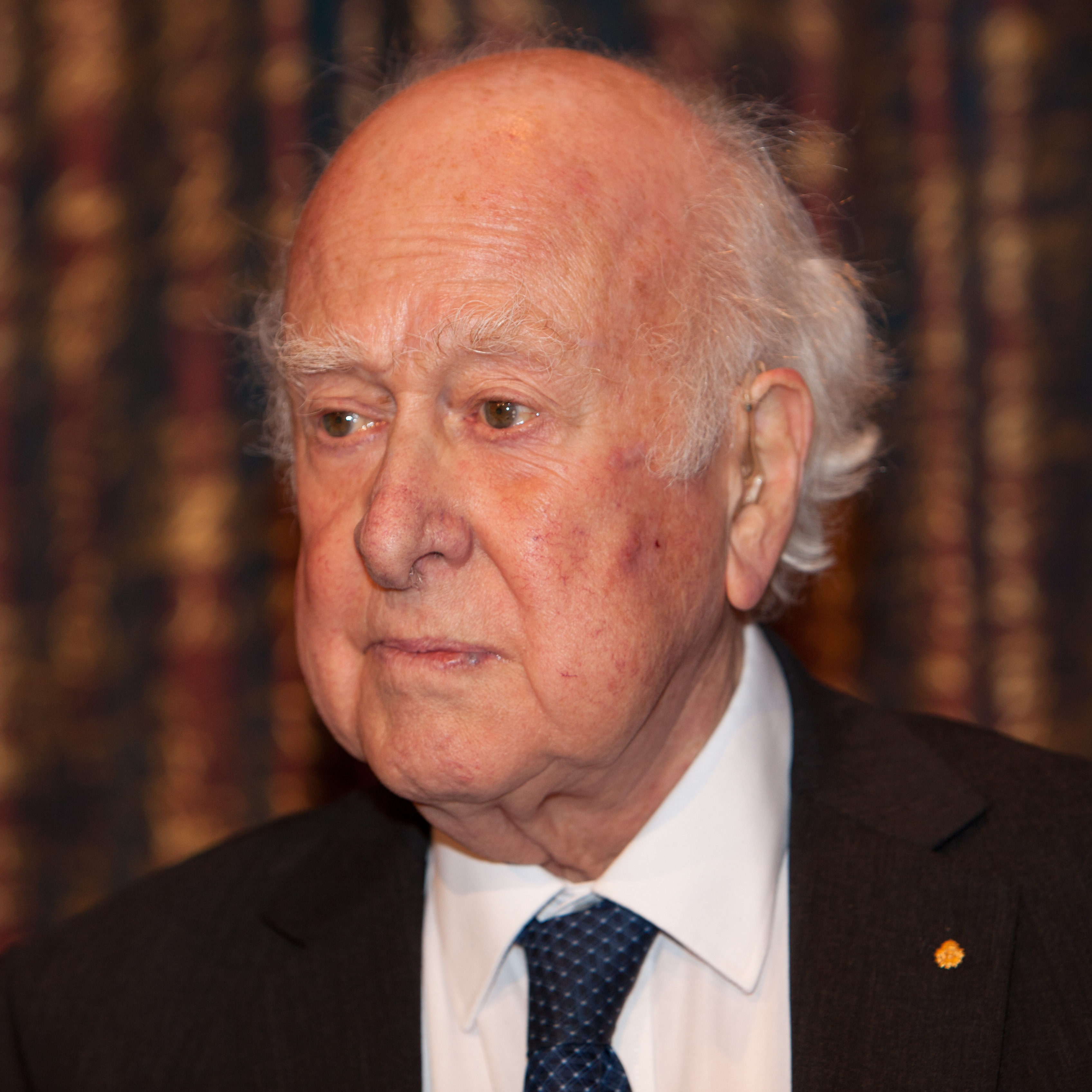
Peter Higgs († 2024)

- 0217 – Caracalla, římský císař (* 4. dubna 188)
- 1143 – Jan II. Komnenos, byzantský císař (* 13. září 1087)
- 1196 – Knut I., švédský král (* 1160)
- 1364 – Jan II. Francouzský, francouzský král (* 26. dubna 1319)
- 1461 – Georg von Peuerbach, rakouský matematik a astronom (* 30. května 1423)
- 1492 – Lorenzo I. Medicejský, vládce Florencie (* 1. ledna 1449)
- 1586 – Martin Chemnitz, protestantský teolog (* 9. listopadu 1522)
- 1676 – Klaudie Felicitas Tyrolská, manželka Leopolda I., královna česká, uherská, chorvatská a slavonská (* 30. května 1653)
- 1735 – František II. Rákóczi, vůdce uherského povstání proti Habsburkům (* 27. března 1676)
- 1783 – Karolína Luisa Hesensko-Darmstadtská, bádenská markraběnka a amatérská umělkyně (* 11. července 1723)
- 1816 – Julie Billiart, francouzská řeholnice (* 12. července 1751)
- 1835 – Wilhelm von Humboldt, německý diplomat a filozof (* 22. června 1767)
- 1848 – Gaetano Donizetti, italský hudební skladatel (* 29. listopadu 1797)
- 1854 – Józef Elsner, německý hudební skladatel, pedagog a teoretik (* 1. června 1766)
- 1860 – István Széchenyi, maďarský šlechtic, politik a národní hrdina (* 21. září 1791)
- 1866 – Benjamin Guy Babington, anglický lékař a epidemiolog (* 5. března 1794)
- 1870 – Charles Auguste de Bériot, belgický houslista a hudební skladatel (* 20. února 1802)
- 1878 – Eugène Belgrand, pařížský inženýr (* 23. dubna 1810)
- 1894 – Oskar Höcker, německý herec, spisovatel a dramatik (* 13. června 1840)
- 1909 – Venceslaus Ulricus Hammershaimb, faerský lingvista (* 25. března 1819)
- 1913 – Gyula Kőnig, maďarský matematik (* 16. prosince 1849)
- 1915 – Louis Pergaud, francouzský spisovatel (* 22. ledna 1882)
- 1916 – Fredrik Idestam, finský podnikatel, zakladatel společnosti Nokia (* 28. října 1838)
- 1919 – Loránd Eötvös, maďarský fyzik (* 27. července 1848)
- 1922 – Erich von Falkenhayn, pruský politik a voják, náčelník generálního štábu za 1. světové války na straně Dohody. (* 11. listopadu 1861)
- 1931 – Erik Axel Karlfeldt, švédský básník (* 20. července 1864)
- 1936 – Robert Bárány, rakouský fyzik, nositel Nobelovy ceny (* 22. dubna 1876)
- 1940 – Karl Becker, generál Wehrmachtu (* 14. prosince 1879)
- 1942 – Jan Hon, politik, starosta Vyškova (* 18. srpna 1897)
- 1943 – Itamar Ben Avi, novinář a sionistický aktivista (* 31. července 1882)
- 1949 – Wilhelm Adam, německý generál wehrmachtu za druhé světové války (* 15. září 1878)
- 1950 – Vaslav Nijinsky, ruský tanečník (* 28. února 1889)
- 1951 – Wilhelm Wostry, československý historik německé národnosti (* 14. srpna 1877)
- 1956 – Wolf Gold, signatář izraelské deklarace nezávislosti (* 31. ledna 1889)
- 1961 – Marie Anunciáta Habsbursko-Lotrinská, rakouská arcivévodkyně (* 13. července 1876)
- 1968 – Ernst Wilhelm Nay, německý malíř (* 11. června 1902)
- 1970
  - Benčo Obreškov, bulharský malíř (* 27. dubna 1899)
  - Felix Bourbonsko-Parmský, parmský a lucemburský princ (* 28. října 1893)
  - Julius Pokorny, německý jazykovědec (* 12. června 1887)
- 1972 – Marian Bielicki, polský spisovatel (* 5. června 1920)
- 1973 – Pablo Picasso, španělský malíř a sochař (* 25. října 1881)
- 1981 – Omar Bradley, americký pětihvězdičkový generál (* 12. února 1893)
- 1984 – Pjotr Leonidovič Kapica sovětský fyzik, nositel Nobelovy ceny za fyziku (1978), (* 8. července 1894)
- 1991 – Per "Dead" Ohlin, švédský black metalový zpěvák (* 16. leden 1969)
- 1992 – Daniel Bovet, italský farmakolog, Nobelova cena 1957 (* 23. března 1907)
- 1995 – Andrej Očenáš, slovenský hudební skladatel (* 8. ledna 1911)
- 1997 – Laura Nyro, americká hudební skladatelka, textařka, zpěvačka a pianistka (* 18. října 1947)
- 2005 – Stano Radič, slovenský scenárista, humorista, moderátor (* 7. května 1955)
- 2006
  - Gerard Reve, nizozemský spisovatel (* 14. prosince 1923)
  - Henry Lewy, německý hudební producent a zvukový inženýr (* 31. května 1926)
- 2007
  - Ján Bzdúch, slovenský herec (* 21. května 1922)
  - Sol LeWitt, americký malíř, sochař a kreslíř (* 9. září 1928)
- 2010 – Malcolm McLaren, britský hudebník, módní návrhář (* 22. ledna 1946)
- 2011 – John McCracken, americký sochař a malíř
- 2012 – Rikija Jasuoka, japonský zpěvák a herec (* 19. července 1947)
- 2013 – Margaret Thatcherová, bývalá předsedkyně britské vlády (* 13. října 1925)
- 2014
  - Karlheinz Deschner, německý spisovatel (* 23. května 1924)
  - Emmanuel III. Delly, irácký katolický kněz, kardinál (* 27. září 1927)
  - Jozef Repko, slovenský spisovatel-prozaik a dramatik (* 12. října 1940)
- 2015 – Jean-Claude Turcotte, kanadský kardinál (* 26. června 1936)
- 2017 – Georgij Michajlovič Grečko, ruský kosmonaut (* 25. května 1931)
- 2024
  - Peter Higgs, britský fyzik (* 29. května 1929)
  - André Boniface, francouzský ragbista ( * 14. srpna 1934)

## Svátky

### Česko
- Ema
- Makar
- Valter, Valtr
- Albert, Adalbert, Adalbrecht, Albertýn, Albertin
- Apolonie, Apolena

### Svět
- Mezinárodní den Romů – od roku 2001
- Slovensko: Albert

### Liturgický kalendář
- Sv. Albert
- Marie Růžena Julie Billiart

## Pranostiky

### Česko
- Na svatou Emu, neplivej však žhlenu.
- Teplé deště v dubnu, teplé dny v říjnu.
- Na Velikonoce jasno – bude laciné máslo

| 8. duben v pražském KlementinuÚdaje jsou platné k 8. 7. 2025. | 8. duben v pražském KlementinuÚdaje jsou platné k 8. 7. 2025. | 8. duben v pražském KlementinuÚdaje jsou platné k 8. 7. 2025. |
| minimum                                                       | denní průměr                                                  | maximum                                                       |
| ------------------------------------------------------------- | ------------------------------------------------------------- | ------------------------------------------------------------- |
| −5,8 °C (1888)                                                | 9,3 °C (od 1961)                                              | 27,1 °C (2024)                                                |